# Paul Dierkes

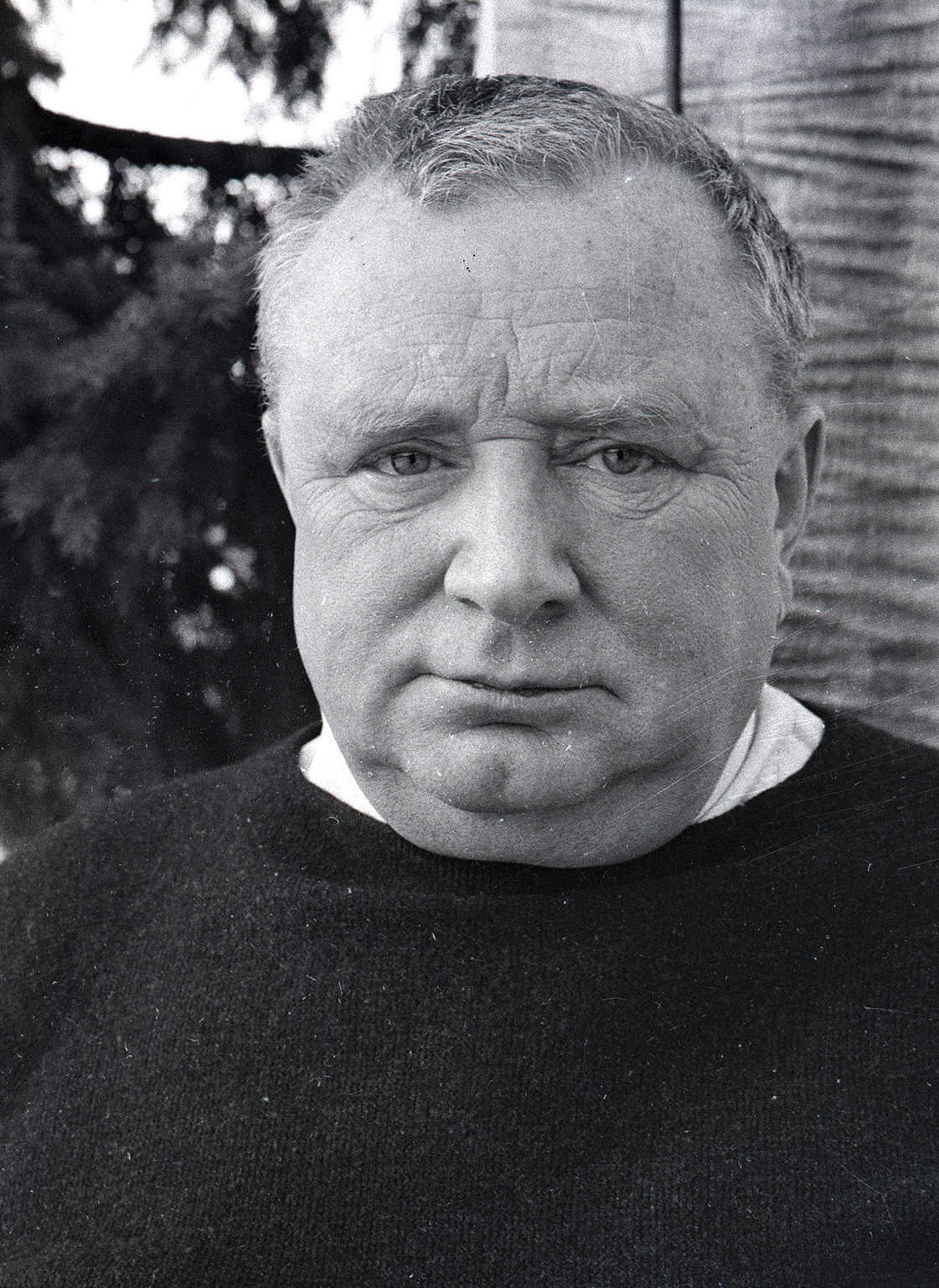
Paul Dierkes (1964)

Paul Dierkes (* 4. August 1907 in Cloppenburg; † 25. März 1968 in Berlin) war ein deutscher Bildhauer und Grafiker.

## Leben
Als Sohn des Cloppenburger Steinmetzen Clemens Dierkes (1866–1932) geboren, absolvierte er zunächst eine handwerkliche Ausbildung in Telgte sowie eine Wanderlehrzeit bis 1929. Danach studierte er an der Kunstakademie Königsberg in der Bildhauerklasse von Stanislaus Cauer, siedelte 1931 nach München über und erhielt noch im selben Jahr ein Stipendium für Rom. Danach ließ er sich in Berlin nieder, das seine künstlerische Heimat wurde und für ihn als das „eigentliche deutsche Bildhauerzentrum“ (Dr. Jürgen Weichardt, Kunstkritiker) galt. 1935 erhielt er zeitgleich mit Hermann Blumenthal ein Stipendium in Kassel. 1936 zeigte er in einer ersten Einzelausstellung Arbeiten in der Berliner Galerie Ferdinand Möller, 1937 auch im Augusteum in Oldenburg. Später besuchte er andere europäische Kunstzentren, nachweislich Amsterdam, Prag und Paris. Während der nationalsozialistischen Herrschaft verließ er Berlin und konnte sich Dank einflussreicher Freunde einer Einberufung zur Wehrmacht immer wieder entziehen. Kurz nach Kriegsende (1945) kehrte er erst in das idyllische Groß Glienicke, dann – nach einer Grenzverschiebung 1952 – nach West-Berlin zurück. Sein Meisterschüler war bis 1968 der Berliner Bildhauer Heinz Spilker.
1947 wurde er an die Berliner Hochschule für Bildende Künste berufen, 1948 zum Professor ernannt und leitete bis zu seinem Tod den Fachbereich Holz und Stein. Die Begegnungen mit Karl Hofer, Werner Gilles und Werner Heldt gaben seiner Kunst neue, entscheidende Impulse. Heute gilt er als einer der wichtigen deutschen Bildhauer und Grafiker der Nachkriegszeit. Weichardt meint, dass Paul Dierkes eine „spannungsreiche Brücke zwischen höchster Abstraktion, symbolhafter Zeichensetzung und schlichter plastischer Grundthematik schlägt.“ In seiner Ausdrucks- und Gestaltungskraft scheint er Richard Haizmann wesensverwandt zu sein.
Paul Dierkes hat in Berlin nachhaltige Spuren hinterlassen und bei bedeutenden Projekten mit den Architekten Egon Eiermann, Peter Poelzig und Sep Ruf zusammengewirkt. Er war ab 1950 Mitglied des Deutschen Künstlerbundes sowie in der Berliner und Münchner Neuen Gruppe.
Er ist auf dem Waldfriedhof Dahlem bestattet.

## Arbeiten im öffentlichen Raum
- Relief an der Eingangswand im Heinrich-Hertz-Institut der Technischen Universität, Berlin-Charlottenburg.
- Gestaltung der Eingangshalle des Rudolf-Virchow-Krankenhauses, Berlin-Wedding.
- Kreuz auf der Kaiser-Wilhelm-Gedächtniskirche sowie verschiedene Reliefs im Innenbereich, 1960 und 1961.
- Gestaltung des Freigeheges der Eisbären im Berliner Zoologischen Garten, 1966–68.
- Holzskulpturen im Eingangsfoyer des Landkreisgebäudes, Cloppenburg.
- Verschiedene Arbeiten in Stein auf dem sogenannten „Weg für Paul Dierkes“ in Cloppenburg.
- Marmorskulptur Clemens August Graf von Galen im Eingangsbereich des Clemens-August-Gymnasiums in Cloppenburg, 1953.
- Innenausstattung der St.-Augustinus-Kirche in Cloppenburg, 1955–57.
- Weiße Rotunde, Wandgestaltung im Foyer des Musiktheaters in Gelsenkirchen, 1959.
- Gespaltene Erde, Granitskulptur vor dem Oberlandesgericht Hamm, 1957/60.
- „Zellularien“, Berliner Landesmedizinaluntersuchungsamt, Rubensstraße 111.
- Sechs Stelen (ohne Titel / Name unbekannt), Innsbrucker Platz, Berlin.[1]
- Zwei Reliefwände, Deutsche Botschaft, Stockholm, 1959–61.
- Aufbrechende Frucht, Granitskulptur an der Frauenklinik in Köln-Lindenthal, Kerpener Straße, 1964
- Findling, Granit, Bundeskanzleramt, Bonn, 1964.
- Drei Stelen, Marmor, Bundeskanzleramt, Bonn, 1965.
- "Arbeitsmann", Skulptur aus Wirbelauer Kalkstein am Gebäude der Kreishandwerkerschaft Cloppenburg, 1937.

Sein Werk wird von der Paul-Dierkes-Stiftung im Museumsdorf Cloppenburg betreut.

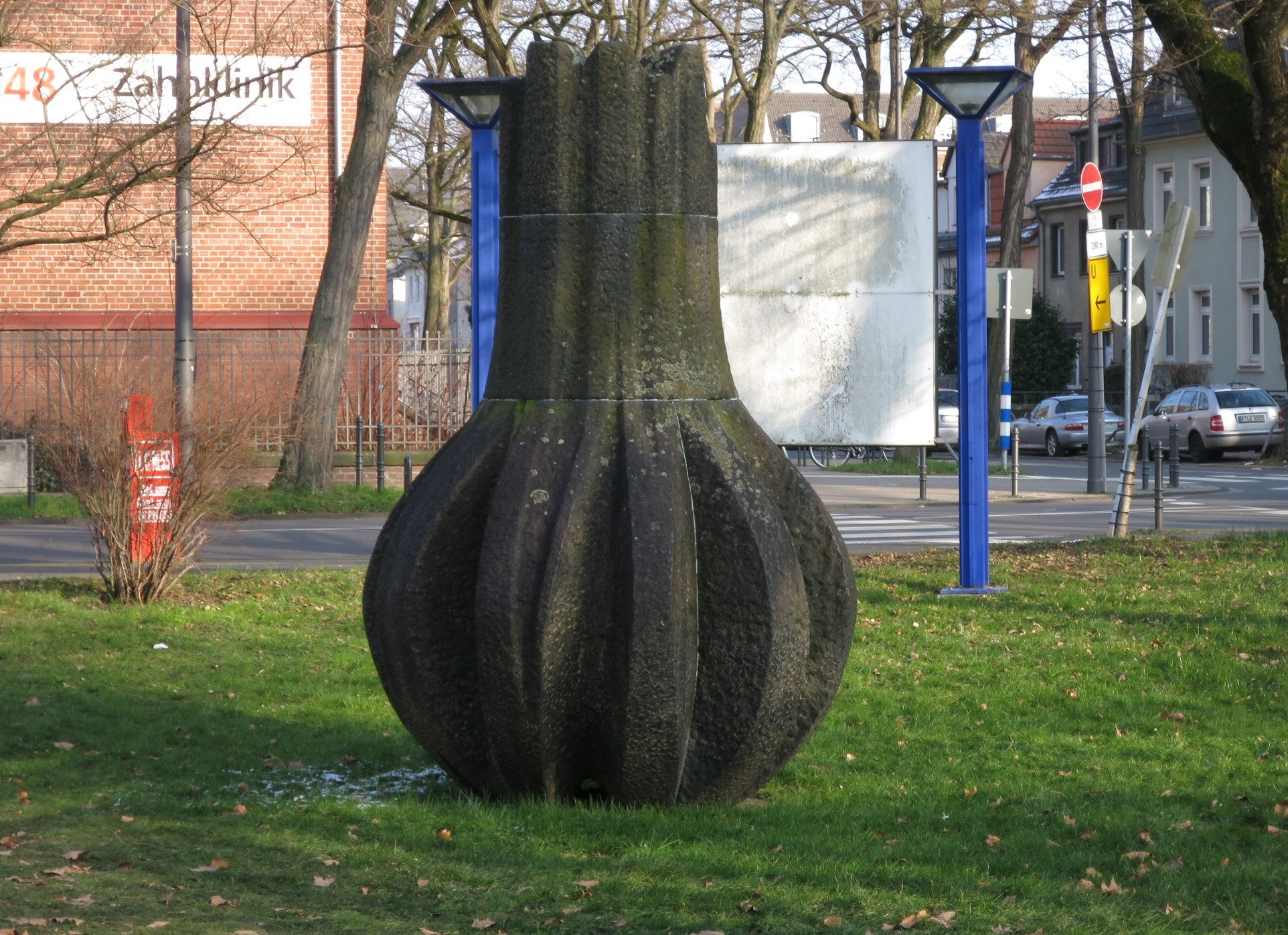
Aufbrechende Frucht (1964), Universitäts-Frauenklinik Köln
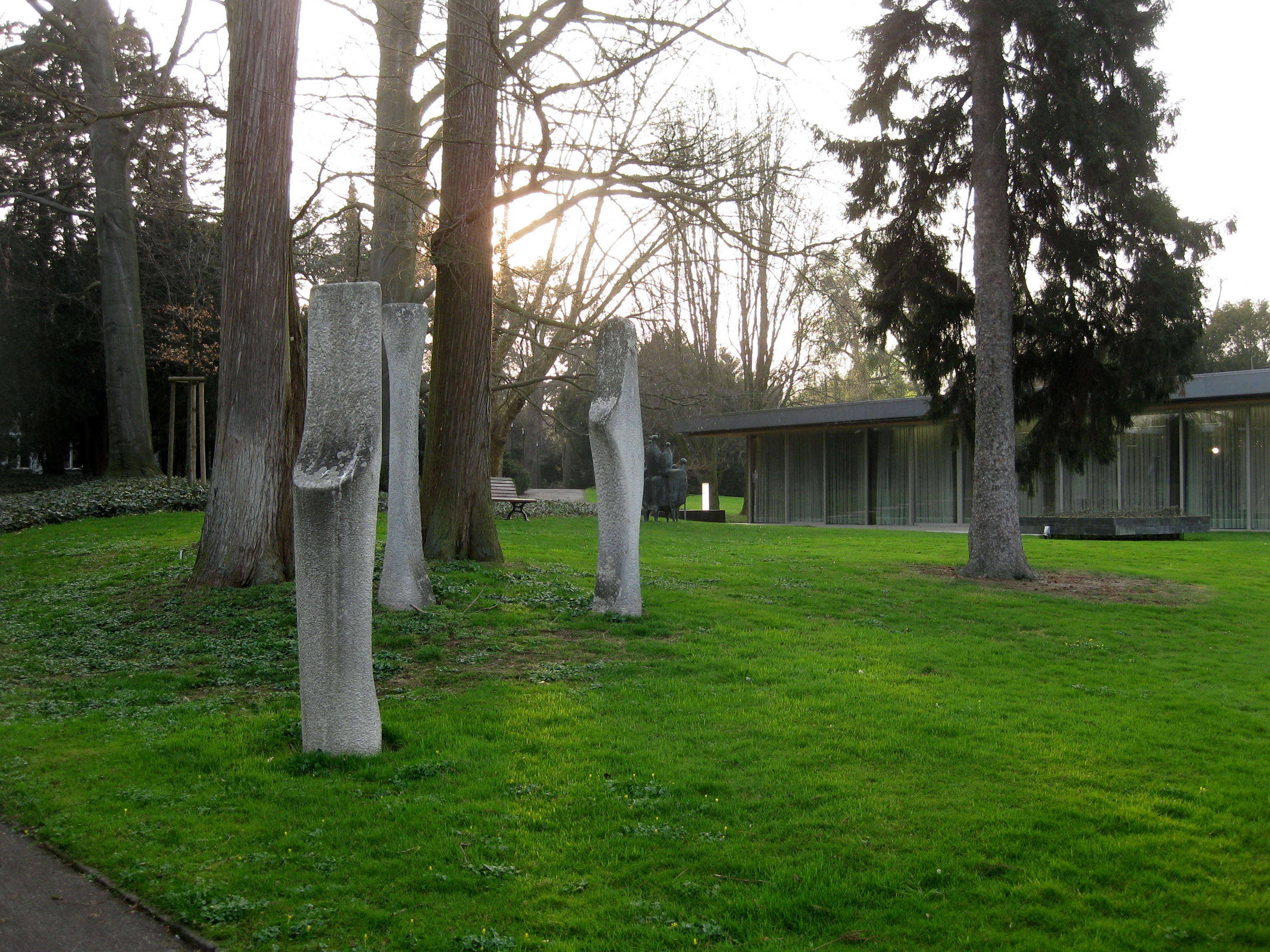
Drei Stelen (1965), Park vor dem Kanzlerbungalow Bonn
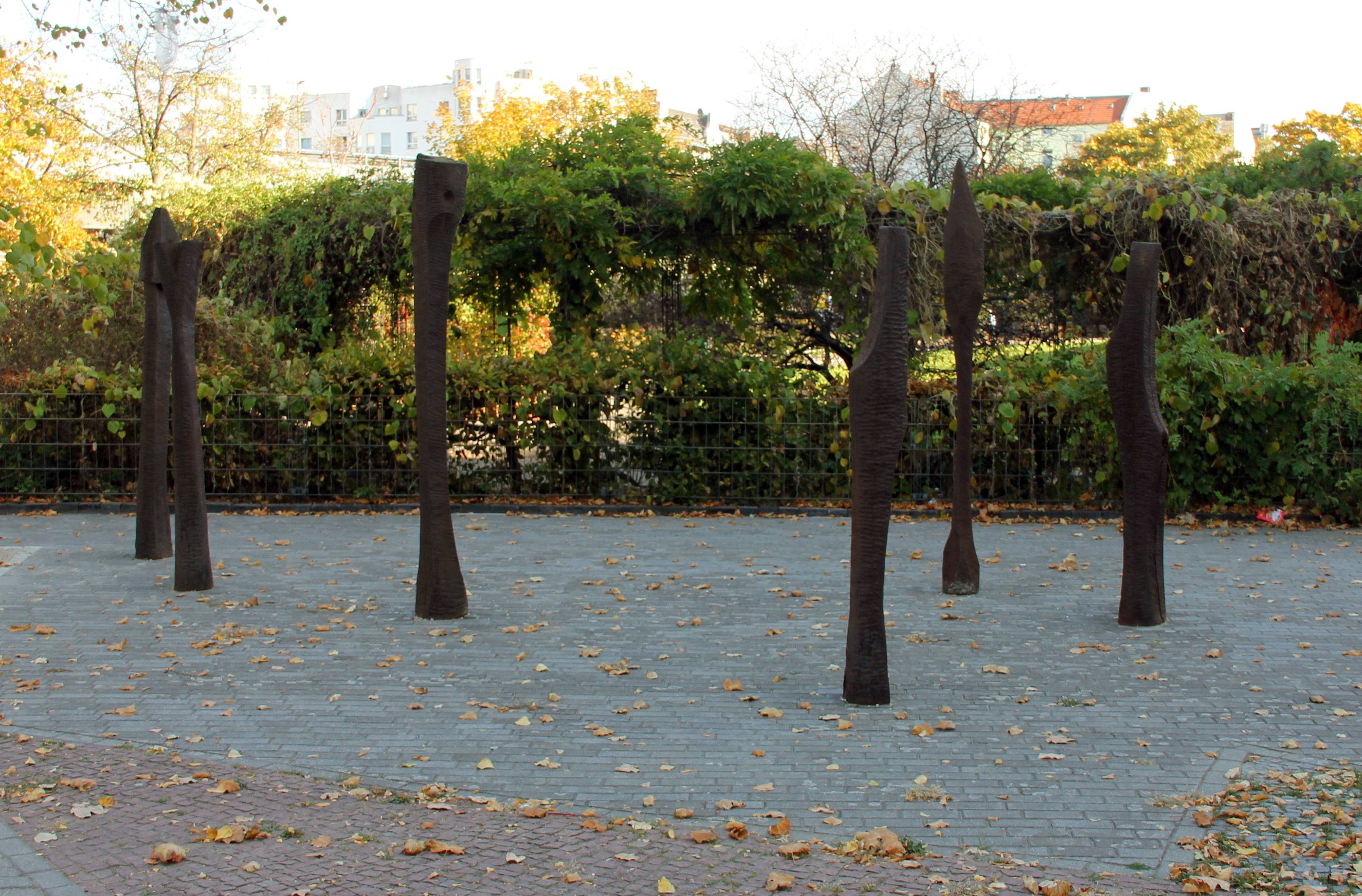
Skulptur, Rubensstraße 1 Berlin-Schöneberg